# Vieux-Port
Vieux-Port é uma comuna francesa na região administrativa da Normandia, no departamento de Eure. Estende-se por uma área de 0,57 km². Em 2010 a comuna tinha 47 habitantes (densidade: 82,5 hab./km²).